# Seis dias de Amsterdão
Os Seis dias de Amsterdão é uma corrida de ciclismo em pista, da modalidade de seis dias, que atualmente se disputa no Amsterdam Velodrome (Países Baixos). A sua primeira edição data de 1932 mas deixou-se de celebrar em 1936. Desde 1966 até 1969 recuperou-se, mais recentemente de 2001 até à atualidade.

## Palmarés
| Ano       | Ganhadores                         | Segundos                           | Terceiros                       |
| --------- | ---------------------------------- | ---------------------------------- | ------------------------------- |
| 1932      | Piet van Kempen Jan Pijnenburg     | Viktor Rausch Gottfried Hürtgen    | Adolphe Charlier Roger Deneef   |
| 1933      | Jan Pijnenburg Cor Wals            | Paul Broccardo Marcel Guimbretière | Viktor Rausch Gottfried Hürtgen |
| 1934      | Paul Broccardo Marcel Guimbretière | Jan Pijnenburg Jan van Kempen      | Albert Buysse Roger Deneef      |
| 1935      | edição não realizada               |                                    |                                 |
| 1936      | Frans Slaats Adolphe Charlier      | Jan Pijnenburg Piet van Kempen     | Albert Billiet Roger Deneef     |
| 1937-1965 | edições não realizadas             |                                    |                                 |
| 1966      | Peter Post Fritz Pfenninger        | Palle Lykke Jensen Freddy Eugen    | Jan Janssen Patrick Sercu       |
| 1967      | Palle Lykke Jensen Freddy Eugen    | Fritz Pfenninger Jo de Roo         | Sigi Renz Romain Deloof         |
| 1968      | Jan Janssen Klaus Bugdahl          | Peter Post Leo Duyndam             | Palle Lykke Jensen Freddy Eugen |
| 1969      | Peter Post Romain Deloof           | Dieter Kemper Klaus Bugdahl        | Gérard Koel Piet de Wit         |
| 2001      | Matthew Gilmore Scott McGrory      | Silvio Martinello Marco Villa      | Robert Slippens Danny Stam      |
| 2002      | Silvio Martinello Marco Villa      | Robert Slippens Danny Stam         | Matthew Gilmore Scott McGrory   |
| 2003      | Robert Slippens Danny Stam         | Bruno Risi Kurt Betschart          | Matthew Gilmore Scott McGrory   |
| 2004      | Robert Slippens Danny Stam         | Bruno Risi Kurt Betschart          | Matthew Gilmore Scott McGrory   |
| 2005      | Bruno Risi Kurt Betschart          | Robert Slippens Danny Stam         | Matthew Gilmore Iljo Keisse     |
| 2006      | Danny Stam Peter Schep             | Joan Llaneras Isaac Gàlvez         | Bruno Risi Franco Marvulli      |
| 2007      | Iljo Keisse Robert Bartko          | Robert Slippens Danny Stam         | Peter Schep Erik Zabel          |
| 2008      | Robert Slippens Danny Stam         | Iljo Keisse Robert Bartko          | Erik Zabel Leif Lampater        |
| 2009      | Robert Bartko Roger Kluge          | Bruno Risi Franco Marvulli         | Danny Stam Leif Lampater        |
| 2010      | Roger Kluge Robert Bartko          | Leon van Bon Danny Stam            | Franco Marvulli Niki Terpstra   |
| 2011      | Niki Terpstra Iljo Keisse          | Peter Schep Wim Stroetinga         | Yoeri Havik Nick Stöpler        |
| 2012      | Michael Mørkøv Pim Ligthart        | Niki Terpstra Iljo Keisse          | Peter Schep Wim Stroetinga      |
| 2013      | Kenny De Ketele Gijs Van Hoecke    | Leif Lampater Raymond Kreder       | Jens Mouris Wim Stroetinga      |
| 2014      | Niki Terpstra Yoeri Havik          | Jasper De Buyst Pim Ligthart       | Leif Lampater Nick Stopler      |
| 2015      | edição não realizada               |                                    |                                 |
| 2016      | Kenny De Ketele Moreno De Pauw     | Leif Lampater Marcel Kalz          | Claudio Imhof Tristan Marguet   |